# گل‌باشی (سیحان)
گل‌باشی (به ترکی استانبولی: Gölbaşı) یک منطقهٔ مسکونی در ترکیه است که در سیحان واقع شده‌است.